# HIP 57050
HIP 57050 — одиночная звезда в созвездии Большой Медведицы на расстоянии приблизительно 36 световых лет (около 11 парсек) от Солнца. Видимая звёздная величина звезды — +11,959m.
Вокруг звезды обращается, как минимум, две планеты.

## Характеристики
HIP 57050 — красный карлик спектрального класса M4V. Масса — около 0,354 солнечной, радиус — около 0,353 солнечного, светимость — около 0,0143 солнечной. Эффективная температура — около 3358 К.

## Планетная система
В 2010 году группой астрономов было объявлено об открытии планеты HIP 57050 b. Это газовый гигант, по массе сопоставимый с Сатурном. Она расположена в обитаемой зоне, т.е. на таком расстоянии от родительской звезды, где условия благоприятствуют зарождению и развитию жизни, аналогично условиям на Земле. Год на планете длится 41 сутки.
В 2017 году группой астрономов у звезды обнаружена планета HIP 57050 c.
В 2019 году учёными, анализирующими данные проектов HIPPARCOS и Gaia, у звезды обнаружена планета HIP 57050 d.